# Lockheed Martin-Boeing F-22 Raptor
Il Lockheed Martin/Boeing F-22 Raptor è un caccia da superiorità aerea di 5ª generazione, con caratteristiche stealth, di costruzione statunitense, talvolta classificato dallo stesso Dipartimento della Difesa americano come velivolo da supremazia aerea.
Destinato a entrare in servizio come F/A-22, quando i primi esemplari sono stati consegnati all'USAF il 15 dicembre 2005, sono stati ridenominati F-22A.
L'USAF considera l'F-22A un elemento critico della sua forza d'attacco, le cui prestazioni non sono confrontabili con nessun velivolo della sua generazione.
Il primo test in volo avvenne il 7 settembre 1997, mentre i primi esemplari prodotti in serie furono consegnati alla base aerea di Nellis, Nevada, il 4 gennaio 2003. La prima unità operativa è stata consegnata al 27th Fighter Squadron.
L'aereo venne sviluppato per cercare di contrastare la nuova minaccia rappresentata dai nuovi caccia MiG-29 Fulcrum e Su-27 Flanker.

## Sviluppo

### Origini e selezione
Nel 1981, l'aeronautica statunitense esplicò il bisogno per un Advanced Tactical Fighter (ATF, letteralmente: Caccia Tattico Avanzato) atto a rimpiazzare gli F-15 Eagle e gli F-16 Fighting Falcon. Questo programma per caccia da superiorità aerea, nome in codice "Senior Sky", venne influenzato dai nuovi pericoli emergenti in tutto il mondo, quali i nuovi sviluppi nei sistemi di difesa aerea sovietici e la proliferazione dei jet da combattimento Sukhoi Su-27 "Flanker" e Mikoyan MiG-29 "Fulcrum". Questo nuovo progetto si sarebbe fatto forte di nuovi avanzamenti sul design degli aerei come ad esempio nuovi materiali compositi, leghe metalliche leggere, avionica e sistemi di controllo di volo più avanzati, sistemi di propulsione più potenti, e, soprattutto, tecnologie stealth. Nel 1983, il gruppo di sviluppo prototipi dell'ATF divenne il System Program Office (SPO), gestendo il programma presso la Wright-Patterson Air Force Base. La richiesta di proposte (request for proposals, RFP) per dimostrare e convalidare i prototipi venne inoltrata nel settembre del 1985, ponendo l'accento sullo stealth e la supercrociera. Venne anche incoraggiata l'unione fra i vari consorzi a causa dei enormi investimenti necessari per sviluppare le tecnologie richieste al conseguimento degli obiettivi di prestazione. Delle sette compagnie che presentarono un'offerta, la Lockheed e la Northrop vennero selezionate il 31 ottobre 1986. Attraverso la propria divisione Skunk Works, Lockheed si coalizzò successivamente con Boeing e General Dynamics, mentre Northrop unì le proprie forze con McDonnell Douglas, ed entrambi gli appaltatori sottoscrissero una fase di dimostrazione e convalida lunga 50 mesi, culminando nel volo di prova di due dimostratori tecnologici prototipo, l'YF-22 e l'YF-23. Al contempo, furono aggiudicati appalti alla Pratt & Whitney e General Electrics per lo sviluppo dei motori YF119 e YF120.
Il periodo di dimostrazione e prova era incentrato sull'ingegneria dei sistemi, piani di sviluppo per tecnologie e minimizzazione del rischio dei due aerei: difatti, dopo una prima scrematura, nell'estate del 1987 il consorzio Lockheed modificò del tutto la configurazione della cellula in base a delle analisi sul peso effettuate durante la fase di progettazione dettagliata. Le modifiche più importanti furono la modifica della forma in pianta delle ali, che da trapezoidali a freccia divennero ali a delta simili alla forma di un diamante, e una riduzione dello spazio sul naso dell'aereo. Gli appaltatori fecero ampio uso di metodi analitici ed empirici, tra cui la fluidodinamica computazionale, prove in gallerie del vento, calcoli della sezione radar equivalente e pole testing; la squadra sotto la guida della Lockheed condusse quasi 18000 ore di prove nella galleria a vento. Lo sviluppo dell'avionica fu contrassegnato da numerosi test e prototipi, sostenuti da laboratori di terra e su aerei. In questo lasso di tempo, l'SPO usò i risultati delle prestazioni e di alcuni studi sul prezzo effettuati dai terziari per aggiustare il tiro sui requisiti dell'ATF ed eliminare quelli che gravavano troppo su costo e peso, con benefici ignorabili. Il requisito di decollo e atterraggio corti venne allentato, permettendo la rimozione degli inversori di spinta e risparmiando una notevole quantità di peso. In quanto l'avionica era una delle parti più costose, i radar laterali furono rimossi, e il sistema IRST dedicato venne depotenziato, per poi essere rimosso. Vennero comunque prese le misure per spazio e raffreddamento per una futura aggiunta di questi sistemi. Il prerequisito per il seggiolino eiettabile fu abbassato da un sistema nuovo al preesistente McDonnell Douglas ACES II. Nonostante gli sforzi per abbattere il peso, la stima per il peso lordo al decollo incrementò da 22700 kg a 27200 kg, comportando un aumento della spinta richiesta dai motori da 133 kN a 150 kN.
Ciascun gruppo produsse due prototipi, uno per configurazione dei motori. Il volo inaugurale dell'YF-22 avvenne il 29 settembre 1990, e test svolti in volo dimostrarono che l'aereo aveva raggiunto Mach 1.58 in supercrociera. Dopo questa fase di dimostrazione e convalida, il segretario dell'USAF Donald Rice annunciò come vincitori del progetto ATF la Lockheed e Pratt & Whitney. Il design dell'YF-23 era ritenuto più veloce e con maggiori capacità stealth, mentre l'YF-22, con i suoi ugelli a spinta direzionale, era creduto meno costoso e rischioso. La stampa presunse che il design della Lockheed fosse più adattabile al programma Naval Advanced Tactical Fighter (NATF) della Marina, ma per il 1992 quest'ultimo venne accantonato.

### Produzione
Passarono diversi anni per arrivare dal dimostratore YF-22 al primo prototipo dell'aereo di serie. Al di là di cambiamenti nelle specifiche e numerosi problemi tecnici, giocò un ruolo decisivo il mutamento nella percezione della minaccia esterna dovuto al crollo dell'Unione Sovietica e il successivo dissolversi del Patto di Varsavia, il che portò al conseguente slittamento dei tempi del programma; programma voluto anche a causa dei costi, nonostante che un programma diluito nel tempo, costi complessivamente sempre di più. 
Alla fine, il primo aereo della fase EMD (Engineering and Manufacturing Development) denominato RAPTOR 4001, definito anche “Air Dominance Fighter”, fu presentato il 9 aprile 1997, con il primo volo effettuato il 7 settembre dello stesso anno. Lo stesso RAPTOR 4001 venne successivamente utilizzato per le prove balistiche di sopravvivenza della struttura e riparabiiltà della stessa dopo i danneggiamenti. L'attività di produzione degli aerei EMD (otto in tutto) e dei successivi di serie, era stata nel frattempo spostata a Marietta, in Georgia, diversamente dai due dimostratori YF-22, che erano invece stati assemblati a Palmdale, California, nello storico Plant 42 dell'USAF, sembrerebbe al simbolico costo di affitto di un dollaro l'anno. La produzione iniziale a basso rateo LRIP (Low-Rate Initial Production) iniziò nel 1999, e il primo F-22 di serie venne consegnato all'USAF, presso la base di Nellis, nel Nevada, a gennaio 2003. 
L'F-22A, come nel frattempo era stato designato, raggiunse finalmente la capacità operativa iniziale lOC (Initial Operational Capability) il 15 dicembre 2005. Per l'occasione, si scelse la sigla definitiva di F-22. La FOC (Full Operational Capability) venne ufficializzata due anni dopo, nel dicembre 2007, ovvero una volta raggiunta la piena operatività del 1st Fighter Wing e del 192nd Fighter Wing della Virginia Air National Guard.
L'aeronautica statunitense pianificò inizialmente di ordinare 750 esemplari di ATF, la cui produzione sarebbe iniziata nel 1994; tuttavia, il piano venne modificato e gli ordini scesero a 648 esemplari da produrre a partire dal 1996. Nel 1994 venne deciso di produrre 442 esemplari, che sarebbero entrati in servizio nel 2003-2004, ma un rapporto del dipartimento della difesa del 1997 ritoccò gli ordinativi a 339 esemplari. Infine, nel 2006 il Pentagono affermò di essere intenzionato ad acquistare 183 esemplari. Il piano fu approvato dal Congresso sotto forma di piano di fornitura pluriennale, che permetteva il piazzamento di ulteriori ordini. Il costo totale del programma nel 2006 era di 62 miliardi di $, mentre il costo unitario venne stimato dal Government Accountability Office in 361 milioni di $.
Al termine dell'acquisto dei 183 esemplari, il costo di produzione sarà pari a 34 miliardi, con un costo totale del programma di 62 miliardi e di 339 milioni per esemplare. Il costo incrementale per ogni esemplare in più è attorno ai 138 milioni di dollari, in diminuzione con l'aumentare dei velivoli ordinati.
L'F-22 tuttavia non è l'aereo più costoso mai prodotto, essendo stato superato dal bombardiere strategico stealth B-2 Spirit, che vanta un valore di circa 1,157 miliardi di dollari, valuta del 1998, per esemplare.
Il primo incidente in cui venne coinvolto il nuovo aereo, si verificò durante il decollo di un esemplare di pre-serie dalla Nellis AFB il 20 dicembre 2004. Il pilota riuscì a eiettarsi in tempo uscendone illeso.
Le indagini rivelarono che l'incidente era stato provocato da un'interruzione imprevista della spinta del propulsore dovuta a un malfunzionamento del sistema di volo. Per risolvere il problema vennero modificati i dati utilizzati dal software del sistema di volo.
Il 31 luglio 2007 la United States Air Force firmò con la Lockheed Martin un contratto pluriennale per la produzione di 60 esemplari a un costo totale di 7,3 miliardi di dollari. Rispettando la consegna di venti velivoli all'anno, gli esemplari destinati all'USAF sarebbero 183 e la linea di produzione rimarrebbe in funzione fino al 2011.
Il 29 agosto la Lockheed Martin poté festeggiare il traguardo del "100° F-22 Raptor" realizzato, avente numero di serie 05-4100.
Il 13 dicembre 2011 l'ultimo F-22 Raptor è uscito dalla linea di montaggio dello stabilimento di Marietta. Si tratta del 187º esemplare, numerato 4195.

### Esportazione
Le opportunità di esportazione dell'F-22 Raptor, al contrario di molti altri caccia statunitensi come l'F-15 e l'F-16 ordinati anche all'estero in grande quantità, sono attualmente inesistenti, poiché l'estrema sofisticazione delle tecnologie adottate può rappresentare una seria minaccia per gli stessi Stati Uniti se ne venisse concesso l'utilizzo a forze aeree straniere.

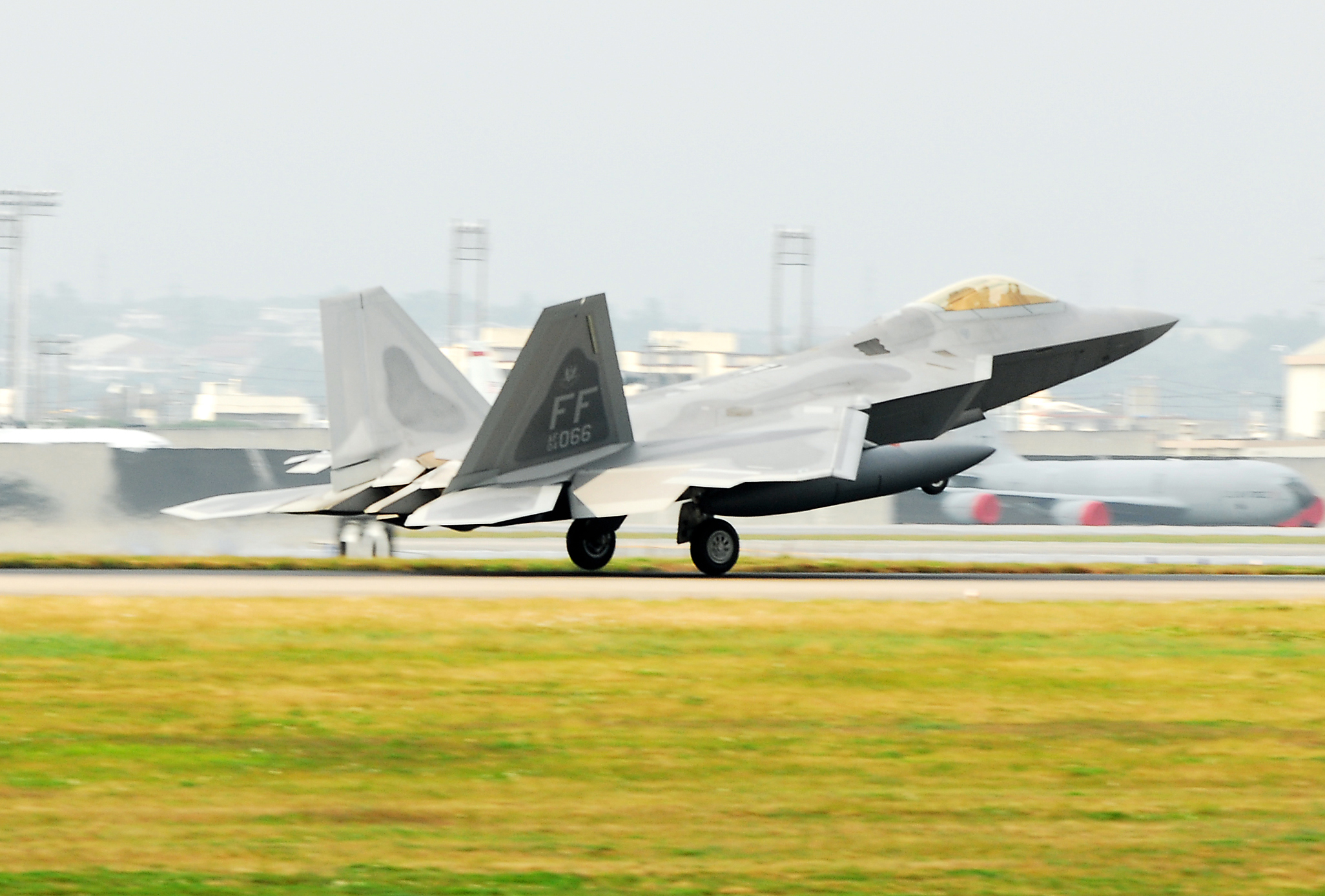
F-22 in touchdown sulla pista della Langley AFB in Virginia

Dal 27 settembre 2006, infatti, il Congresso statunitense, con voto unanime, vietò l'esportazione dell'F-22 e delle relative tecnologie anche in versioni depotenziate.
A causa delle severe restrizioni, molti Paesi alleati degli Stati Uniti che avevano considerato l'acquisto del nuovo velivolo, pur dovendo affrontare costi di produzione molto elevati, sono ora in attesa di consegna dell'F-35 Lightning II che racchiude molte delle tecnologie dell'F-22, ma progettato per essere più economico e flessibile di quest'ultimo.
Il governo giapponese mostrò grande interesse nell'acquisto di alcuni esemplari dell'F-22A da consegnare alla sua forza aerea (JASDF).
Questa richiesta, comunque, aveva bisogno dell'approvazione del Pentagono, del Dipartimento della Difesa e del Congresso degli Stati Uniti, per cui fu disattesa.
Il generale Ze'ev Snir, comandante dell'Heyl Ha'Avir, l'aeronautica militare israeliana (IAF), disse: «L'IAF sarebbe felice di schierare nelle proprie linee 24 F-22A, ma il problema a questo punto è il rifiuto degli USA di vendere il velivolo, e il prezzo di 200 milioni di dollari ciascuno».

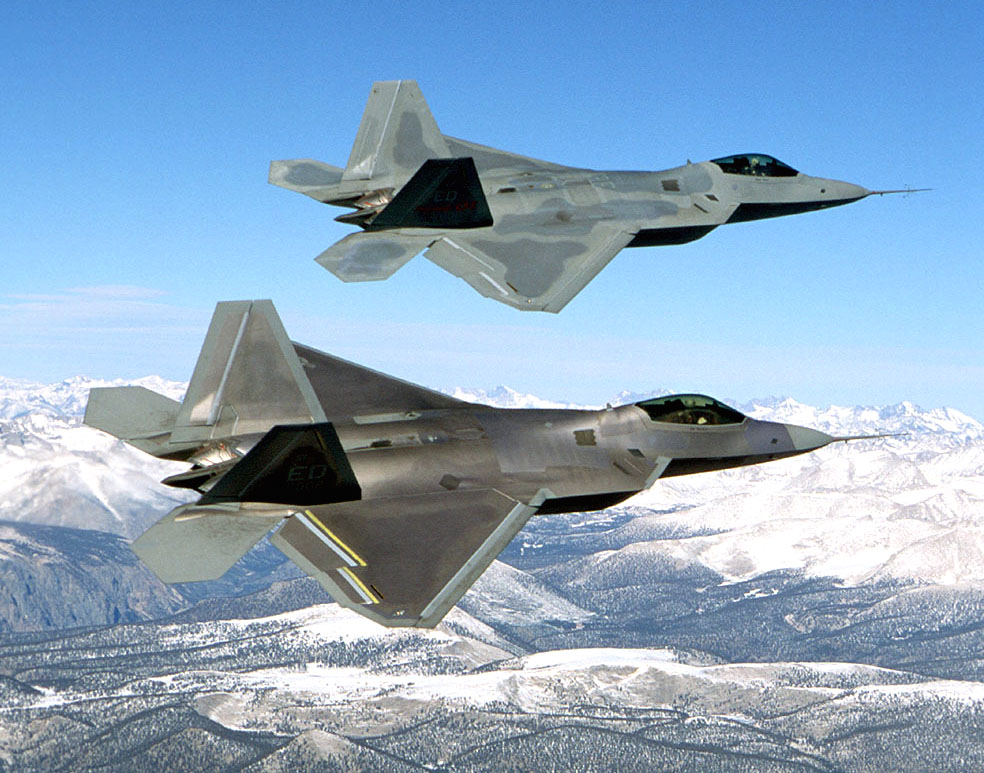
Due F-22 durante i voli di test. Quello in alto è il primo F-22 prodotto, il "Raptor 01"

Anche l'Australia avrebbe espresso il desiderio di acquistare un certo numero di F-22, invece dell'F-35 inizialmente ordinato, ma si scontrò col rifiuto del governo statunitense. Questo provocò un certo risentimento nell'opinione pubblica australiana per cui in molti sostennero che l'F-35 fosse un velivolo stealth di "serie B", avente caratteristiche di volo inferiori all'F/A-18 Hornet, già in servizio presso le forze aeree australiane, e all'F/A-18 Super Hornet.
A sostenere la causa dell'F-22 era soprattutto il Partito Laburista australiano. Tuttavia, il governo Howard cancellò la decisione dell'acquisto degli F-22, spiegando che per quel tipo di aereo non sarebbe stata probabilmente rilasciata un'autorizzazione e non possedeva sufficienti capacità di attacco terrestre e marittimo. Questa valutazione era sostenuta dall'Australian Strategic Policy Institute, il quale affermò che l'F-22 «possedeva capacità multiruolo insufficienti e un prezzo troppo elevato», un'analisi che venne criticata dall'aeronautica australiana.
In seguito alla vittoria alle elezioni nel 2007 del Partito Laburista, il nuovo governo ordinò di rivedere i piani per l'acquisizione dell'F-35 e dell'F/A-18 Super Hornet per fare spazio a una valutazione per l'acquisto degli F-22. Il Ministro della Difesa Joel Fitzgibbon infatti ammise: «Intendo persuadere gli Americani per rendere accessibile il Raptor alla Royal Australian Air Force». Nel febbraio 2008, il segretario alla difesa Robert Gates dichiarò che non erano presenti obiezioni per la vendita dei Raptor all'Australia, ma il Congresso avrebbe dovuto modificare la legge.

### Successive forniture
A novembre e dicembre 2007 vennero tenuti a terra circa 700 esemplari di F-15 A-D, e alcuni senatori statunitensi stilarono tre rapporti per l'acquisto di ulteriori esemplari di F-22. L'aeronautica richiese che l'F-22 fosse mantenuto in produzione dopo i 183 esemplari pianificati.
Nel gennaio 2008 il Pentagono annunciò la richiesta al Congresso di finanziare l'acquisto di ulteriori velivoli e impiegare i 497 milioni di dollari richiesti per terminare la produzione per acquistare quattro ulteriori esemplari, tenendo aperta la linea di produzione oltre al 2011 e fornendo alla successiva amministrazione l'opzione di acquistare ulteriori esemplari. I fondi per il termine della produzione vennero impiegati dal Pentagono per finanziare la riparazione della flotta di F-15, e la decisione di terminare la produzione venne rinviata al 2009. Il 12 novembre 2008 il Congresso approvò un finanziamento iniziale per l'acquisto di quattro ulteriori esemplari, da completare in futuro.
Il 6 aprile 2009, nell'annuncio del budget del Pentagono per il 2010, il segretario della difesa Gates richiese il termine della produzione dell'F-22 per il 2011, congelando a 187 gli esemplari in servizio nell'USAF. In compenso sarebbero stati aumentati i fondi per l'acquisizione di ulteriori esemplari del Lockheed Martin F-35. Gates osservò che gli Stati Uniti erano coinvolti in due guerre e il Raptor non aveva ancora compiuto una singola missione in entrambe. Per questo motivo, non erano presenti necessità militari per aumentare il numero di esemplari oltre a quello stabilito.
Il segretario dell'aeronautica statunitense Michael Donley affermò di sostenere la decisione di Gates: «L'F-22 è uno strumento vitale nell'arsenale militare e resterà a nostra disposizione per decenni. Ma è giunto il momento di guardare avanti».
Nel 2010, l'USAF avviò uno studio per determinare i costi di mantenimento per l'attrezzatura degli F-22 per un futuro Service Life Extension Program (SLEP, in italiano: Programma Estensione Vita Utile). Un documento della RAND Corporation proveniente da questa indagine stimò che riavviare la produzione e costruire altri 75 F-22 sarebbe costato 17 miliardi di dollari, portando dunque il costo a 227 milioni di dollari per aereo, con un incremento di 54 milioni di dollari rispetto al costo previsto. La Lockheed Martin affermò che riavviare la catena di produzione sarebbe costato circa 200 milioni di dollari. L'attrezzatura e la documentazione associate furono successivamente conservati al Sierra Army Depot al fine di sostenere il ciclo vitale della flotta. L'attrezzatura andò presumibilmente persa, ma un audit successivo scoprì che l'attrezzatura era stata mantenuta come previsto.
Gli sviluppi dei caccia russi e cinesi alimentarono diverse preoccupazioni, e così nel 2009, il Generale John Corley, capo dell'Air Combat Command, affermò che una flotta di 187 F-22 sarebbe stata inadeguata, ma il Segretario Gates respinse le preoccupazioni del Generale Corley. Nel 2011, Gates spiegò che gli sviluppi inerenti ai caccia di quinta generazione cinesi erano già stati presi in considerazione quando fu deciso il numero di F-22, e che nel già 2025 gli Stati Uniti avrebbero avuto un vantaggio non indifferente in merito ai caccia stealth, nonostante i ritardi sulle consegne degli F-35. Nel dicembre del 2011, il 195º ed ultimo F-22 fu completato a partire da 8 EMD di prova e da 187 aerei operativi prodotti; l'aereo fu consegnato alla USAF il 2 maggio del 2012.
Nel mese di Aprile del 2016, l'House Armed Services Committee (HASC, in italiano: Comitato Servizi Armati della Casa dei Rappresentanti) avanzò una legislazione che avrebbe spinto l'USAF a portare avanti uno studio e una valutazione sui costi associati alla ripresa della produzione degli F-22. A partire dal fermo di essa promulgato nel 2009 dall'allora Segretario della Difesa Gates, sia i legislatori che il Pentagono evidenziarono che i sistemi di combattimento aereo russi e cinesi stavano raggiungendo il livello di quelli statunitensi. La Lockheed Martin propose di migliorare qualche aereo da addestramento Block 20 per creare le versioni da combattimento codificate con il nome Block 30/35 come metodo per aumentare i numeri disponibili per il dispiego. Il 9 giugno del 2017, l'USAF inviò la loro relazione al Congresso, stabilendo che non avevano alcun piano di riavviare la catena di produzione degli F-22 a causa di problemi economici e operativi; fu stimato che sarebbe costato approssimativamente 50 miliardi di dollari procurare altri 194 F-22 al prezzo di 206-216 milioni di dollari per aereo, contando altri 9,9 miliardi di dollari per costi di avvio una tantum, e ulteriori 40,4 miliardi di dollari per l'ottenimento dei velivoli.

### Migliorie
La modernizzazione e il miglioramento dell'F-22 consiste principalmente di modifiche al software e all'hardware chiamate "Tactical Mandates" (in italiano: Mandati Tattici), raccolti sotto i cosiddetti "Increments" (in italiano: miglioramenti), assieme agli Operational Flight Program (OFP) Updates (in italiano: Migliorie del Programma di Volo Operativo). Il primo aereo contenente software pronto al combattimento Block 3.0 volò nel 2001. Il secondo Increment, nonché primo pacchetto di aggiornamenti, fu implementato nel 2005 per gli aerei Block 20 e seguenti, permettendo capacità di attacco terrestre attraverso l'utilizzo dei Joint Direct Attack Munition (JDAM). Il nuovo e migliorato radar AN/APG-77(V)1 venne certificato nel 2007 e tutte le fusoliere a partire dal lotto di produzione 5 in poi vennero equipaggiate con questo radar, che incorpora anche modalità di attacco aria-terra. L'Increment 3.1 e gli Update 3 e 4 per gli aerei Block 30 fornirono abilità di attacco terrestre migliorate attraverso il mappaggio mediante radar ad apertura sintetica e ricerca della direzione con emettitori radio, con capacità di guerra elettronica e integrazioni delle Small Diameter Bomb (in italiano: bomba a piccolo diametro); il testaggio iniziò nel 2009, e il primo aereo con queste migliorie venne consegnato nel 2011. Per risolvere i problemi di ipossia, gli F-22 vennero equipaggiati con un sistema di ossigeno di riserva automatico (ABOS, automatic backup oxygen system) e un sistema di supporto vitale modificato a partire dal 2012.
L'Increment 3.2 per i velivoli Block 30/35 è parte di un processo di miglioramento bi-fasico. Il 3.2A si concentra primariamente sulla guerra elettronica, comunicazioni e identificazione bersagli, mentre il 3.2B include potenziamenti al sistema di geolocalizzazione e un nuovo sistema di gestione carichi che integra gli AIM-9X e gli AIM-120D; il rilascio per la flotta si protrasse dal 2013 fino al 2019. Contemporaneo all'Increment 3.2, l'Update 5 distribuito nel 2016 aggiunge un sistema di evitamento collisione con il terreno (GCAS, Ground Collision Avoidance System), aggiornamenti datalink e altro. L'Update 6, sviluppato in tandem al 3.2B, raggruppa miglioramenti alla stabilità e alla criptografia dell'avionica. Assieme al 3.2B, un processore "open mission system" (OBS, in italiano: sistema missione aperta) venne aggiunto e una forma di metodologia agile venne implementata per abilitare potenziamenti più veloci da venditori aggiuntivi. Il Multifunctional Information Distribution System Joint Tactical Radio System (MIDS JTRS, in italiano: Sistema Multifunzione Distribuzione Informazioni Sistema Radio Tattico Congiunto) per il traffico Link 16 fu installato a partire dal 2022, e l'aereo è peraltro in grado di usare il Battlefield Airborne Communications Node (BACN, in italiano: Modulo Comunicazioni Aeree sul campo) come portale di comunicazione bidirezionale. L'integrazione pianificata del MADL, Multifuction Advanced Data Link (in italiano: Connessione Dati Multifunzione Avanzata) venne eliminata a causa di ritardi nello sviluppo e mancanza di utilizzo tra le piattaforme USAF. Sebbene il sistema di cuing montato all'elmetto (HMCS, Helmet-Mounted Cuing System) Thales Scorpion fosse stato testato con successo nel 2013, a causa di tagli di budget il suo impiego venne ritardato.
Ulteriori ammodernamenti e miglioramenti sono in fase di sviluppo, con un finanziamento che è stato esteso fino al 2031; tra gli upgrade previsti si hanno nuovi sensori e antenne, un IRST a lungo raggio, capacità di teaming con equipaggio e senza, miglioramenti alla cabina di pilotaggio, e infine un display montato sull'elmetto assieme e un sistema di cuing. Altri sviluppi in fase di costruzione comprendono: funzionalità IRST per il Rilevatore Lancio Missili AN/AAR-56 (MLD, Missile Launch Detector) e un rivestimento stealth più resistente su modello dell'F-35. L'F-22 è stato anche impiegato per testare la tecnologia per il suo potenziale successore dal programma Next Generation Air Dominance (NGAD, in italiano: Dominanza Aerea di Prossima Generazione); si presume che qualcuna tra le nuove invenzioni sarà applicata anche all'F-22.
Oltre alle capacità di aggiornamento, la flotta di F-22 ha sostenuto un "programma di ammodernamento strutturale" da 350 milioni di dollari per risolvere il trattamento termico inappropriato presente sulle parti di alcune fusoliere appartenenti a lotti di fabbricazione diversi. Per gennaio 2021, tutti gli aerei erano stati sottoposti al Programma di Riparazione Strutturale per aggiungere altre 8000 ore di volo complessive alla loro vita utile. A lungo andare, si presume che l'F-22 sarà rimpiazzato dal caccia di sesta generazione proveniente dall'NGAD.

## Tecnica

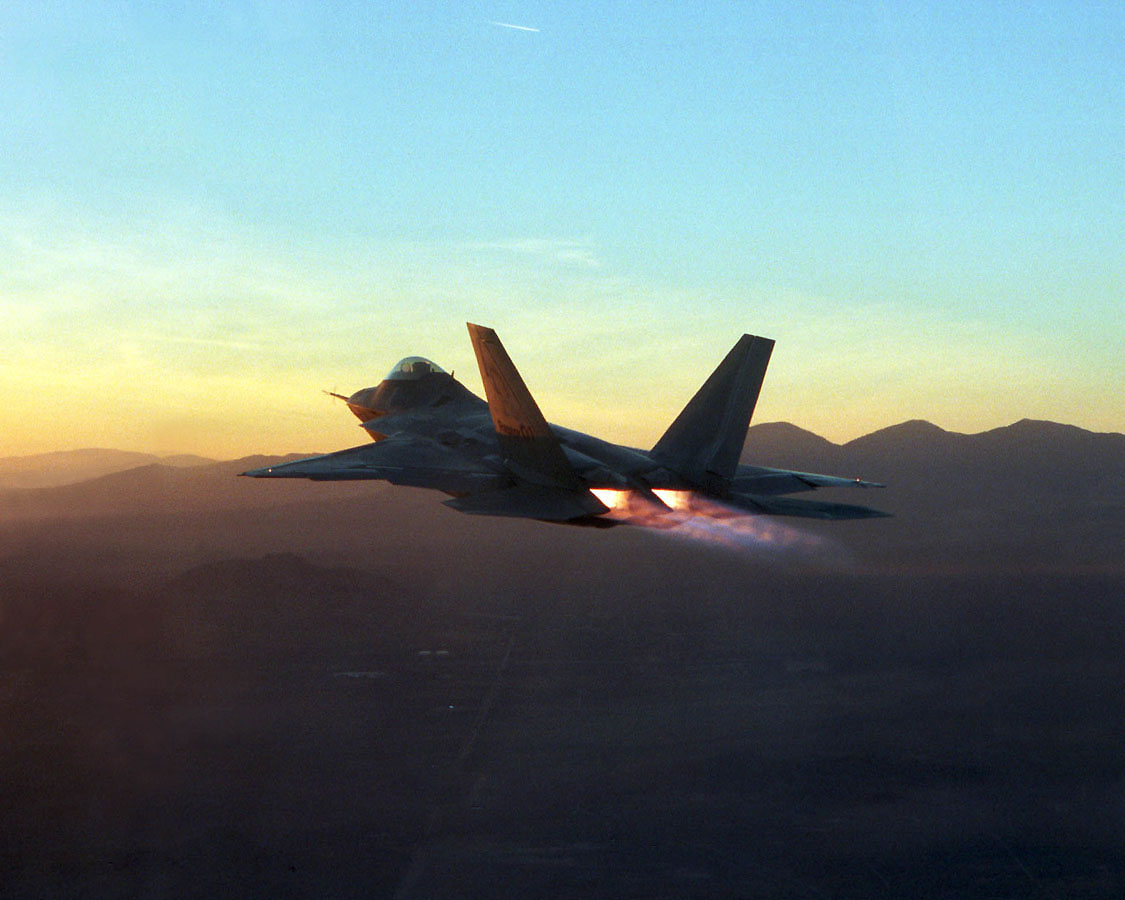
Un F-22 Raptor spinto da Pratt & Whitney F119-PW-100 con post-bruciatori attivati durante un volo di prova

L'F-22 è un aereo da combattimento di 5ª generazione con capacità stealth di 5ª generazione. Possiede due propulsori a turboventola con postbruciatore Pratt & Whitney F119-PW-100 capaci di spinta vettoriale. La spinta massima è una informazione classificata, anche se la maggior parte delle fonti riporta il valore di 156 kN per propulsore. Si stima una velocità massima attorno a Mach 1,82 in modalità supercruise (ovvero senza l'uso di postbruciatori), come dimostrò il generale John P. Jumper, ex Chief of Staff dell'USAF, quando il 13 gennaio 2005 con un Raptor superò Mach 1,7. Paul Metz, pilota a capo dei test dell'F-22 alla Lockheed, affermò che il velivolo possiede una presa d'aria fissa con cui riesce a raggiungere velocità superiori a Mach 2,0 senza avvalersi dell'impiego di labbra variabili al suo interno, soluzione adottata in altri aerei da combattimento per impedire lo stallo del compressore. Le performance sono superiori a quelle dell'F-15 Eagle grazie anche al rapporto spinta-peso di 1,2:1 per il Raptor e prossimo all'1:1 per l'F-15 Eagle
I dati sulla vera velocità massima dell'F-22 non sono disponibili pubblicamente, ma la caratteristica di poter contenere tutte le armi al suo interno costituisce un vantaggio rispetto ad altri aerei, poiché se montate esternamente aumentano la resistenza aerodinamica. Un altro punto di forza del velivolo è la capacità di affrontare situazioni di forte stress meccanico e termico, in cui può mantenere un'ottima manovrabilità rimanendo controllabile anche a seguito di manovre a un costante angolo di attacco superiore a 60º. Il sistema propulsivo permette di compiere strette virate a elevatissimi angoli di attacco, tra queste la manovra di Herbst (detta J-turn), il Cobra di Pugačëv e il Kulbit. Durante le esercitazioni effettuate nei cieli dell'Alaska nel giugno 2006, i piloti del Raptor dimostrarono che l'altitudine di crociera, cioè mantenuta costante in una missione, ha un effetto positivamente significativo nelle performance di combattimento costituendo un fattore chiave per il raggiungimento di un tasso di abbattimenti elevatissimo contro altri aerei di 4ª e 4,5ª generazione.

### Avionica

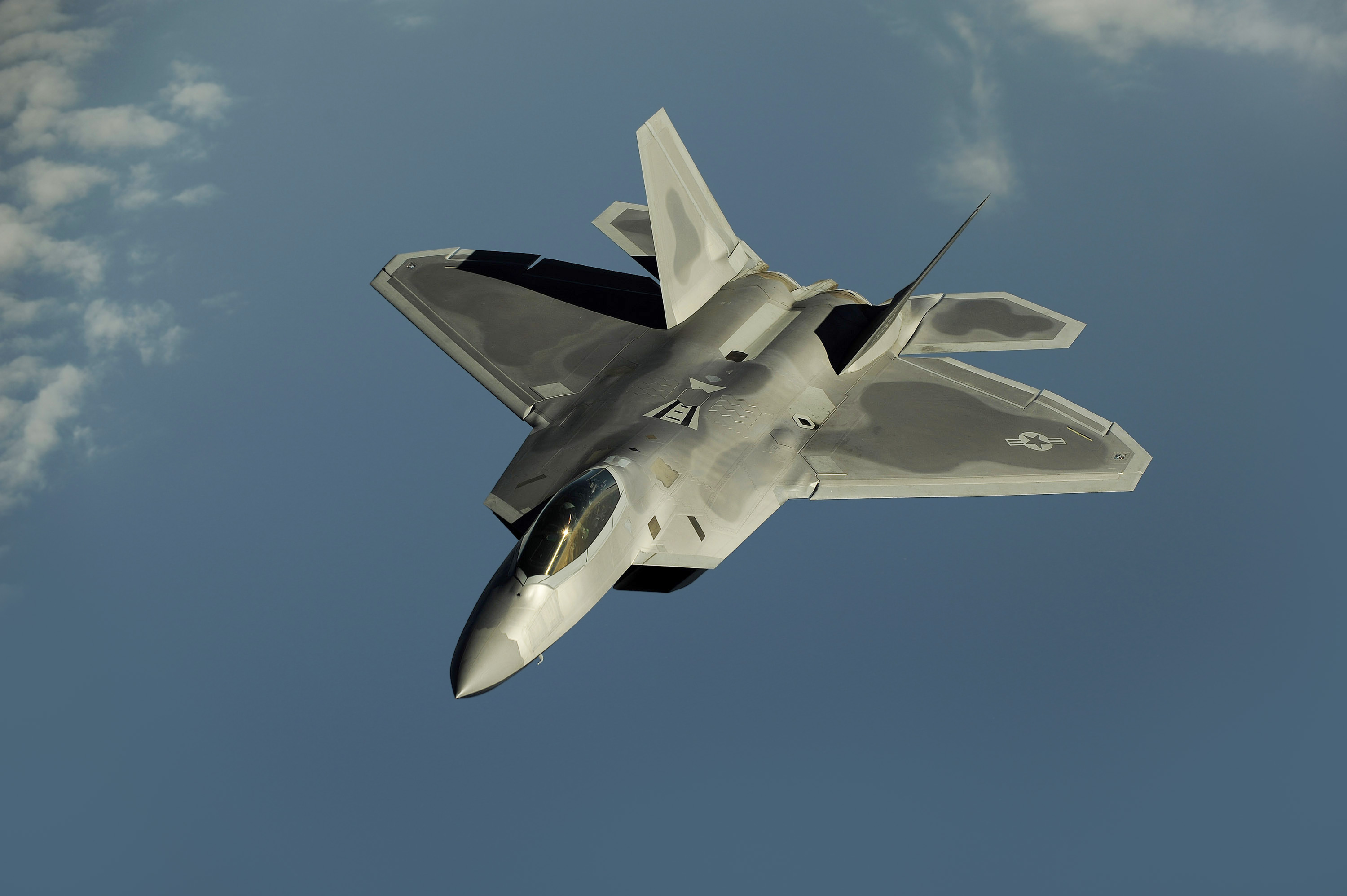
Un Lockheed-Boeing F-22 Raptor in volo presso la Kadena Air Force Base in Giappone

L'avionica dell'F-22 è tecnologicamente molto avanzata.
Questa include il BAE Systems E&IS Radar Warning Receiver (RWR)AN/ALR-94, e il radar Northrop Grumman AN/APG-77 Active Electronically Scanned Array (AESA).
L'AN/APG-77 è caratterizzato dalla sua capacità di acquisizione bersagli a lunga distanza, con una bassa probabilità d'intercettazione.
L'AN/ALR-94, è invece un sistema di ricezione passivo capace di localizzare i segnali radar nemici.
È composto da più di trenta antenne affogate nella fusoliera, e viene descritto dall'ideatore principale del progetto dell'F-22, Tom Burbage, come "il sistema più tecnologicamente complesso imbarcato sul velivolo".
Grazie a un ottimo range operativo (250+ miglia), permette al Raptor di limitare le proprie emissioni radar per non compromettere la sua invisibilità (stealthness).
L'AN/APG-77 AESA, progettato per il ruolo da superiorità aerea e missioni d'attacco al suolo, rimanendo in configurazione di bassa visibilità può intercettare e seguire bersagli multipli con ogni condizione atmosferica.
Il radar cambia la propria frequenza operativa circa 1 000 volte al secondo minimizzando la possibilità di essere intercettati.
Può inoltre aumentare le sue emissioni radar per sovraccaricare i sensori nemici, dando all'aereo la capacità di intraprendere azioni di guerra elettronica.
Le informazioni raccolte dal sistema radar vengono elaborate da due Raytheon Common Integrated Processor (CIP). Ciascun CIP opera a una velocità di circa 10,5 miliardi di istruzioni al secondo e ha 300 MB di memoria. Le informazioni possono essere ricevute dal radar o altri sistemi di bordo o esterni.
I dati ricevuti vengono quindi elaborati e visualizzati in modo intuitivo sui display del cockpit.
Il software del Raptor è composto da oltre 1,7 milioni di linee di codice, la maggior parte di queste per l'elaborazione dei dati provenienti dal radar. La distanza massima d'operazione dell'AN/APG-77 è stimata attorno alle 125-150 miglia, estendibili attraverso aggiornamenti, a circa 250 miglia (402 km)
L'F-22 è in grado di agire come un "mini-AWACS", grazie alle capacità di identificazione delle minacce di cui possono beneficiare anche gli altri aerei. Il sistema permette di designare dei bersagli per velivoli come F-15 e F-16, e anche determinare se due aerei alleati stanno puntando lo stesso bersaglio, permettendo a uno di essi di scegliere un bersaglio diverso. Pur non avendo le capacità di un vero AWACS, come l'E-3 Sentry, grazie ai sistemi informatici più moderni è in grado di identificare gli obiettivi molto più velocemente.
Il radar a bassa probabilità di intercettazione ha ricevuto la capacità di trasmissione dati a banda larga, permettendo all'aereo di fungere come un ripetitore dati verso e da i trasmettitori e i ricevitori dati alleati nell'area di operazioni.
Il bus dati IEEE-1394B, sviluppato appositamente per questo velivolo, è derivato dal sistema commerciale IEEE-1394 FireWire. Lo stesso bus è stato impiegato anche nell'F-35 Lightning II.

### Armamento
Il Raptor è stato progettato per operare in diversificate missioni, stivando i suoi missili aria-aria all'interno della fusoliera in modo da minimizzare il riflesso intercettato dai radar.
I missili vengono lanciati con l'ausilio di braccia idrauliche che li lasciano cadere al di fuori dell'aereo in modo da poter richiudere tempestivamente i portelli d'apertura della stiva. Può trasportare bombe come le JDAM, in particolare la LMTAS/Boeing GBU-32, e le Small Diameter Bomb (SDB) con guida GPS, come le GBU-39, utilizzate principalmente per neutralizzare i radar e i sistemi di difesa aerea nemici.
Il velivolo inoltre imbarca un cannone rotante M61A2 Vulcan da 20 mm con 480 colpi, scaricabili in approssimativamente 5 secondi di fuoco continuo.
La capacità del Raptor di poter sostenere una velocità di crociera supersonica e una tangenza operativa molto elevata aumenta significativamente la gittata effettiva degli armamenti aria-aria e aria-suolo.
Monta gli AIM-120C come missili a medio-lungo raggio, anche se l'USAF ha intenzione di dotare i suoi aeromobili con il prossimo AIM-120D AMRAAM, che a breve rappresenterà l'ultima versione dell'AIM-120.
L'arma a corto raggio è rappresentata dal Raytheon AIM-9X, missile a guida IR, equipaggiato col sensore all-aspect cioè con capacità di ingaggio bersagli non in asse fino a 90 gradi rispetto alla direzione di volo dell'aereo lanciatore.
Il Raptor, quindi, è in grado di raddoppiare l'effettiva portata dei suoi armamenti fornendo loro una velocità e un'altezza superiori rispetto a quelle di un velivolo utilizzato come piattaforma di lancio convenzionale.
Nei test effettuati con una JDAM da 1 000 lb a 15 000 m di altitudine, è stata rilevata una velocità media di quest'ultima di circa 1,5 Mach, colpendo l'obiettivo a circa 39 km di distanza.
In altre configurazioni è possibile trasportare ulteriori carichi esterni utilizzando i quattro agganci subalari in grado di sostenere un peso di 5 000 lb ciascuno, con un pilone su cui può essere collocato un serbatoio esterno sganciabile da 600 galloni (2 268 L) o un pod in grado di ospitare due missili aria-aria.
Aggiungendo armi o componenti esterni, queste possono compromettere le capacità stealth dell'aereo e diminuire la manovrabilità, la velocità e il raggio d'azione (tranne nel caso in cui si usino serbatoi esterni). I due punti d'aggancio interni sono dedicati ai serbatoi esterni di carburante che ne permettono anche lo sgancio in volo, riacquistando le capacità stealth e le performance in seguito all'esaurimento delle riserve esterne.
Attualmente sono in corso ricerche per sviluppare piloni e armamenti stealth che non comprometterebbero l'invisibilità del velivolo aumentando così il carico utile.

### Capacità stealth
La ridotta traccia radar è ottenuta tramite profili aerodinamici e tecniche all'avanguardia, come materiali radar assorbenti, prese d'aria a forma di "S", parti e condotti che riflettono le onde radar sul motore e che tendono a raffreddare i gas di scarico per una low-observance anche ai sensori infrarosso, il progetto dell'F-22 ha posto la massima importanza nel diminuire la rilevabilità non solo al radar, ma in tutto lo spettro dei sensori, tra cui trasmissioni radio, emissioni infrarosse e acustiche.
L'F-22 necessita di manutenzione della pellicola RAM (Radar Absorbent Material) a differenza dell'F-117 Nighthawk, il quale necessitava di un design a sfaccettature multiple più accentuato per aumentare la sua stealthness.
Con i dati disponibili oggi sul grado d'invisibilità ai radar dell'F-22, poiché quelli ufficiali sono segreto militare, si potrebbe ipotizzare una Radar Cross Section (RCS), che rappresenta l'unità di misura della riflettività radar di un oggetto, pari a 0,00025 m² cioè la grandezza di una palla da tennis.

### Sistema propulsivo
L'F-22 Raptor è propulso da due motori Pratt & Whitney F119-PW-100, ciascuno dei quali è in grado di sviluppare circa 155 700 newton di spinta, sufficienti a garantire un rapporto spinta/peso superiore a 1,1 con l'aereo in configurazione standard.
L'F-119 è un motore turboventola a basso rapporto di diluizione, estremamente avanzato ma di concezione abbastanza tradizionale.
Nel Raptor l'F119 è dotato di un sistema di controllo vettoriale della spinta, ottenuto mediante il movimento verticale degli ugelli di scarico che possono ruotare di 40 gradi lungo l'asse verticale.
Il controllo vettoriale è governato dal sistema di volo in maniera automatica, mentre i motori sono controllati da un sistema FADEC di 4ª generazione. L'F119 non emette fumi, ed è stato costruito con il 40% di parti in meno rispetto agli altri turboventola destinati ai caccia, il tutto a vantaggio di una minore manutenzione (circa il 75% in meno).

## Cabina di pilotaggio
La cabina di pilotaggio dell'F-22 è una delle più avanzate in circolazione, totalmente elettronica e senza alcun tipo di strumentazione analogica. Gli strumenti principali della plancia sono sei grandi display multifunzionali LCD a colori che si suddividono in:

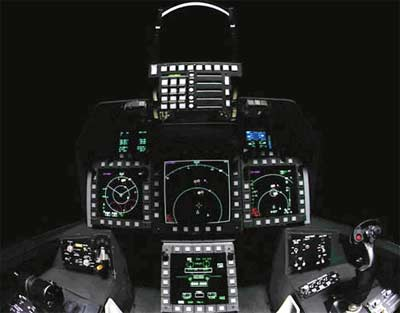
La cabina di pilotaggio dell'F-22

- 2 UFD (Up-Front Displays) che riguardano i dati di genere ICAW (Integrated Caution/ Advisory/ Warning data) e CNI (Communications/ Navigation/ Identification),
- 1 PMFD (Primary Multi-Function Display), posizionato al centro della plancia, è il display primario per la navigazione aerea in quanto può visualizzare rotta e waypoint, oltre che il Situation Assessment (SA),
- 3 SMFD (Secondary Multi-Function Displays), che si trovano sotto e a lato del PMFD e tra le gambe del pilota, vengono utilizzati per visualizzare informazioni tattiche (armamento) e no (checklist, diagnostica sottosistemi e stato motore).

Infine, un casco, anche questo multifunzionale, completa l'interfacciabilità del binomio uomo-macchina.
Il cupolino è costituito da una singola struttura in policarbonato, il più grande finora costruito impiegando questo materiale, che offre un'ottima trasparenza e visibilità, oltre che garantire una bassa segnatura radar. È anche in grado di garantire sicurezza al pilota in ambienti in cui sono presenti agenti NBC, e ha dato risultati positivi nelle prove di bird strike a oltre 700 km/h.

### Human-Machine Interface (HMI)
HUD
Durante la progettazione di questo velivolo si è cercato di perfezionare l'interfaccia utente che mette in comunicazione tra loro aereo e pilota. Strumento standard per raggiungere tale scopo è l'Head-Up Display (HUD), dove vengono visualizzati i dati più importanti (altitudine, velocità, frequenza radio, angolo di incidenza, reticolo di tiro); l'inclinazione e la forma di questo HUD sono state progettate anche per fornire uno scudo al pilota in caso di frantumazione del cupolino (ad esempio in caso di bird strike).
ICP
L'Integrated Control Panel (ICP) è l'interfaccia principale per gestire le comunicazioni, i dati per l'autopilota e i piani per la navigazione aerea, ed è posizionato sotto l'HUD, al centro della fascia più alta del cockpit. Costituito da un pannello comandi, è molto simile a un mouse per facilitarne l'uso al pilota.
SFG/IMG
Lo Stand-by Flight Group e l'Instrument Meteorological Conditions rappresentano il sistema di navigazione aerea di emergenza, che viene attivato in caso di malfunzionamento generale dei sistemi di bordo, permettendo al pilota di continuare il volo.
ICAW
Per ridurre la mole di lavoro del pilota nel corso di un volo, il sistema ICAW può visualizzare un totale di dodici messaggi di allarme. Tutti i messaggi ICAW vengono filtrati per eliminare quelli imprecisi, in modo da informare il pilota di quale sia precisamente il problema riscontrato. Ad esempio, in caso di perdita di potenza al motore, gli allarmi del generatore e dell'impianto idraulico, che solitamente vengono associati a questo tipo di problema, vengono soppressi e il pilota può disporre dei dati relativi alla vera natura del problema. L'ICAW inoltre, dispone di una checklist elettronica per le procedure di volo.

### HOTAS (Hands On Throttle And Stick)
L'F-22 dispone di un joystick laterale, posizionato alla destra della console e di due controller di spinta motore sulla sinistra.

### Simbologia dei display
Sui display del Raptor, in cui il pilota può navigare con un cursore ottenendo maggiori informazioni su obiettivi o minacce, i velivoli intercettati vengono rappresentati in base alla loro tipologia con specifici colori e figure geometriche:
- Velivolo nemico: triangolo di colore rosso
- Velivolo amico: cerchio di colore verde
- Velivolo sconosciuto: quadrilatero giallo
- Velivolo gregario: quadrilatero blu
- Missile terra-aria: pentagono (con indicazioni sulla tipologia di missile e di gittata)
- Missile in rotta di collisione: pentagono con un triangolo inscritto

L'Inter/Intra Flight Data Link (IFDL) permette di far collegare tra loro un numero imprecisato di F-22 durante il volo, in modo da comunicare e scambiarsi informazioni senza l'utilizzo di apparecchiature radio che potrebbero tradire la loro presenza.

## Standard di sicurezza

### ACES II
Il seggiolino eiettabile scelto dall'USAF per l'F-22, è una nuova versione dell'ACES II (Advanced Concept Ejection Seat), adottato precedentemente anche sul caccia multiruolo della General Dynamics F-16 Fighting Falcon.
I miglioramenti effettuati rispetto al precedente modello includono:
- Un sistema attivo di contenimento per le braccia, eliminando delle possibili contusioni nelle eiezioni ad alta velocità;
- Un migliore sgancio rapido del paracadute pilota (situato dietro la testa del pilota), in modo da rendere più stabile il seggiolino nei lanci più violenti;
- Una nuova sequenza di lancio che diminuisce lo scarto di tempo tra il comando impartito dal pilota e l'eiezione;
- Una bombola di ossigeno più grande per aumentare la riserva di ossigeno in caso di lanci ad alta quota.

### Sistema di supporto vitale
Il Life Support System (Sistema di supporto vitale) del Raptor integra tutti i componenti principali del vestiario e dell'equipaggiamento necessario per provvedere al sostentamento del pilota durante il volo o una volta eiettatosi.
Nel sistema di supporto vitale vengono quindi inclusi:
- Un generatore di ossigeno a bordo del velivolo (OBOGS)
- Una valvola che controlla il flusso e la pressione dell'aria diretta alla maschera, detta Breathing Regulator/Anti-G (BRAG)
- Una protezione completa chimico/batteriologica/immersione in acque gelide
- Un sistema di gonfiaggio per la tuta anti-G.
- Un sistema di riscaldamento abitacolo
- Un casco HGU-86/P con occhiali per la visione notturna e una maschera MBU-22/P

Grazie al suo peso contenuto, l'HGU-86/P riduce la sollecitazione del collo durante le eiezioni del 20% rispetto al casco attualmente in servizio, HGU-55/P. Il casco che in futuro verrà dato in dotazione ai piloti degli F-22 garantirà una protezione dal rumore sia passiva sia attiva, grazie all'Active Noise Reduction System.

## Varianti
Per il programma NATF (Navalized Advanced Tactical Fighter), venne presentata all'U.S. Navy una versione imbarcata dell'F-22 per rimpiazzare l'F-14 Tomcat, ma il progetto venne cancellato nel 1993.
Fu pianificata anche la costruzione di un addestratore biposto, denominato F-22B, anche questa interrotta, nel 1996, per gli eccessivi costi di sviluppo.
Altra versione fu l'FB-22, con cui si voleva fornire all'USAF un bombardiere strategico, di cui ancora non è chiaro il destino.
Altro tentativo fu l'X-44 MANTA (acronimo per Multi-Axis No-Tail Aircraft), velivolo senza piani di coda né verticali, né orizzontali derivato sempre dall'F-22, che utilizzava gli ugelli orientabili sui quattro assi per determinare l'assetto di volo.
Il progetto, per mancanza di fondi, venne congelato nel 2000
Nel 2016, il Dipartimento della Difesa si convince che la scelta fatta negli anni passati, di produrre solo 187 esemplari sia stata errata, perché è venuta a mancare la previsione che con la caduta dell'Unione Sovietica, non ci sarebbe stata alcuna minaccia aerea futura, considerando che oggi gli investimenti cinesi e russi nei caccia di nuova generazione hanno prodotto aerei all'altezza del caccia Lockheed. In considerazione di ciò si sta valutando l'ipotesi di produrre un F-22B. Se la configurazione aerodinamica è ancora all'altezza dei tempi, lo stesso non si può dire per elettronica e avionica, ormai datate. Il problema verrebbe risolto dotando l'aereo di elettronica e avionica derivate da quelle dell'F-35. Nel caso questa proposta venisse approvata dalla Commissione dei Servizi Armati del Senato, il primo F-22B uscirebbe di fabbrica entro la fine del 2020 e gli inizi del 2021. Con la produzione di 194 nuovi aerei e l'aggiornamento degli F-22A, l'USAF raggiungerebbe i 382 Raptor di cui ha bisogno.

### Costi
Progettato per essere il nuovo caccia da difesa degli Stati Uniti per la prima parte del XXI secolo, il Raptor è un caccia estremamente costoso.
Fino all'aprile 2005 il programma è costato 70 miliardi di dollari, e il numero di aerei che doveva essere costruito è passato da 438 a 381 e ora a 180, mentre il requisito iniziale era di 750. Una ragione del calo di esemplari richiesti è che l'F-35 usa molta della tecnologia usata sull'F-22, ma è molto più economico. Inoltre il costo di queste tecnologie è più basso per l'F-35 anche perché sono già state sviluppate per l'F-22.
Nel 2014, il presidente Barack Obama annuncia la cancellazione del programma e la fornitura di ulteriori velivoli per motivi di bilancio.

## Impiego operativo
L'F-22 venne dispiegato per la prima volta presso la Kadena Air Base in Giappone con il 27th Fighter Squadron, ad Okinawa. Il primo dispiego oltreoceano fu inizialmente marcato da problemi, quando sei F-22 decollati da Hickam AFB, Hawaii, subirono multipli fallimenti di sistema relativi al software mentre stavano attraversando la Linea internazionale del cambio di data (180º meridiano longitudinale). I velivoli riuscirono a tornare alle Hawaii seguendo aerei rifornitori. Entro 48 ore, il problema venne risolto e venne ripreso il viaggio. Kadena sarebbe diventata una rotta frequente per le unità di F-22, che furono coinvolte anche in addestramenti in Corea del Sud e Malesia.

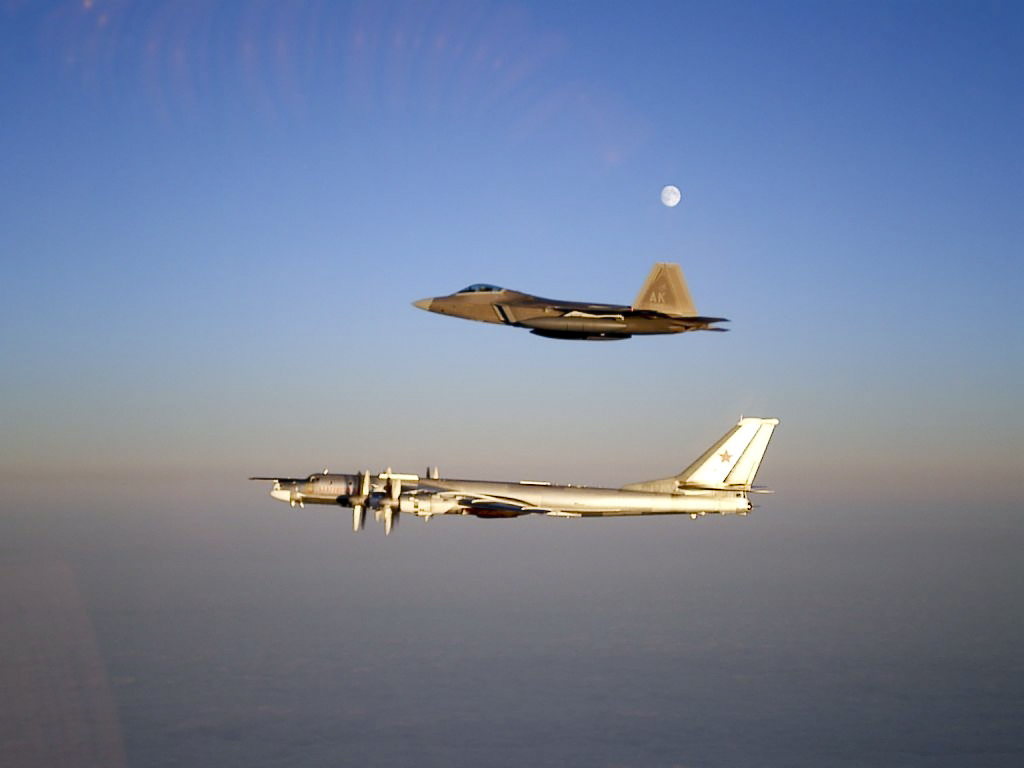
Un F-22 della Elmendorf AFB, Alaska, intercetta un Tupolev Tu-95 vicino allo spazio aereo statunitense

Nel novembre del 2007, degli F-22 del 90th Fighter Squadron stazionati ad Elmendorf AFB, Alaska, eseguirono la loro prima intercettazione NORAD di due bombardieri russi Tu-95MS. Da allora, gli F-22 hanno anche scortato via anche bombardieri Tu-160.
Inizialmente, nel 2007, il segretario della difesa Gates bandì il dispiego degli F-22 nel Medio Oriente. Il modello venne schierato per la prima volta nel 2009, nella settore della Al Dhafra Air Base negli Emirati Arabi Uniti. Nell'aprile del 2012, a meno di 320 km dall'Iran, sono stati impiegati F-22. Nel marzo del 2013, l'USAF annunciò che un F-22 aveva intercettato un F-4 Phantom II iraniano che si era avvicinato a 16 miglia (25 km) da un MQ-1 Predator in volo lungo la costa iraniana.
Il 22 settembre 2014, gli F-22 eseguirono le prime operazioni di combattimento, aprendo i bombardamenti iniziali dell'Operazione Inherent Resolve, l'intervento in Siria capeggiato dall'America; gli aerei sganciarono bombe GPS da 460 kg (Mark 83) su bersagli appartenenti allo Stato Islamico vicini alla diga di Tishrin. Tra settembre 2014 e giugno 2015, gli F-22 compirono 204 sortite sulla Siria, sganciando 270 bombe su circa 60 luoghi. Durante il loro schieramento, gli F-22 eseguirono missioni di supporto aereo ravvicinato (Close Air Support, CAS) e impedirono che aerei siriani, iraniani e russi attaccassero forze curde sostenute dagli Stati Uniti e che intralciassero operazioni degli U.S. nella regione. Gli F-22 presero parte anche ai bombardamenti del 7 febbraio 2018 che sconfissero sia le forze paramilitari pro-governo che quelle del Gruppo Wagner presso Khasham, ad est della Siria. Indipendentemente da questi attacchi, i ruoli principali dell'F-22 in questa operazione furono trovare informazioni, sorvegliare, e fare ricognizione.
Nel tardo 2014, l'USAF testò un esercizio di dispiego rapido che venne proposto per la prima volta da due piloti di F-22, coinvolgendo 4 aerei ed un C-17 in ruolo di supporto. L'obiettivo era quello di preparare l'aereo e mandarlo in combattimento entro 24 ore. Quattro F-22 vennero inviati alla Spangdahlem Air Base in Germania ad agosto, e nel settembre del 2015 ne vennero inviati altri alla Lask Air Base in Polonia e alla Amari Air Base in Estonia per esercitarsi con gli alleati NATO.
Nel novembre del 2017, F-22 e B-52 bombardarono strutture di produzione e immagazzinamento di oppio in parti dell'Afghanistan controllate dai talebani. Nel 2019, costava 35.000 dollari all'ora utilizzare l'F-22.

### 2023
Il 4 febbraio 2023, un F-22 appartenente alla 1st Fighter Wing abbatté un presunto pallone spia cinese entro il raggio visivo al largo della costa della Carolina del Sud. L'F-22 sparò un missile aria-aria AIM-9X Sidewinder contro il pallone ad un'altitudine di 17,6 km, distruggendo il pallone, che volava ad un'altezza compresa fra i 18,2 km e i 19,8 km. I rottami atterrarono a circa 9,6 km dalla costa e furono successivamente recuperati dalla U.S Navy e U.S Coast Guard. La Federal Aviation Administration impose un divieto di volo immediato per gli aeroporti della Carolina del Nord e del Sud, a causa di un'operazione di sicurezza nazionale. L'abbattimento del pallone segnò la prima uccisione aria-aria dell'F-22, e forse l'abbattimento più alto mai registrato nella storia.
Il 10 febbraio 2023, un'F-22 eliminò un oggetto che volava ad alta quota vicino alla costa dell'Alaska. L'oggetto venne distrutto con un AIM-9X Sidewinder, segnando il secondo abbattimento aria-aria.
L'11 febbraio 2023, in seguito ad una stretta coordinazione fra autorità statunitensi e canadesi, un F-22 appartenente all'USAF abbatté un oggetto che stava volando sopra il Canada mediante un AIM-9X Sidewinder, designando il terzo abbattimento aria-aria del caccia, nonché il terzo in sette giorni.

## Utilizzatori

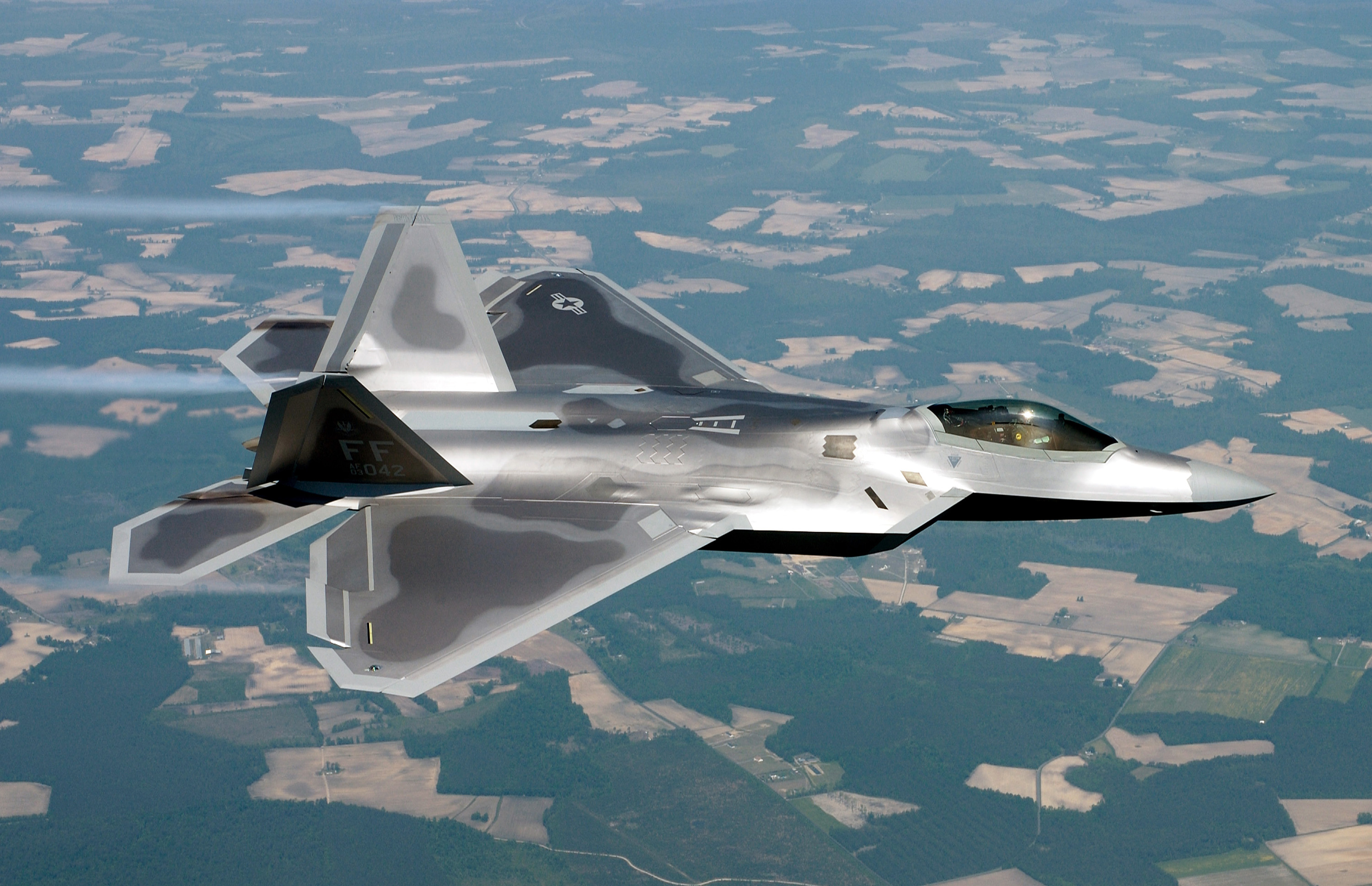
Un F-22A del 27th Fighter Squadron dislocato alla Langley Air Force Base

Stati Uniti
- United States Air Force

Alla metà del  2022, erano ancora in servizio 107 F-22 con l'Air Combat Command, 54 con la Pacific Air Force, 4 con l'Air Force Materiel Command e 20 con la Air National Guard, per un totale di 185 esemplari.

### Unità attive
- Air Combat Command
  - 1st Fighter Wing, codice FF, Langley Air Force Base, Virginia
    - 27th Fighter Squadron "Fighting Eagles"
    - 71st Fighter Squadron "Ironmen"'[129]
    - 94th Fighter Squadron "Hat in the Ring"
    - F-22 Raptor Demo Team

  - 53rd Wing, codice OT, Eglin Air Force Base, Florida
    - 422d Test and Evaluation Squadron

  - 57th Wing, codice WA, Nellis Air Force Base, Nevada
    - 433d Weapons Squadron
- Air Force Materiel Command
  - 412th Test Wing, codice ED, Edwards Air Force Base, California
    - 411th Flight Test Squadron
- Pacific Air Forces
  - 3d Wing, codice AK, Joint Base Elmendorf-Richardson, Alaska
    - 90th Fighter Squadron "The Dicemen"
    - 525th Fighter Squadron "The Bulldogs"

  - 15th Wing, codice HH, Joint Base Pearl Harbor-Hickam, Hawaii
    - 19th Fighter Squadron "Gamecocks" (Unità costituita da elementi in servizio attivo riassegnati dal 199th Fighter Squadron della Hawaii Air National Guard).
- Air Force Reserve Command
  - 44th Fighter Group
    - 301st Fighter Squadron (Unità aggregata alla 325th Wing, trasferita ad Eglin dopo i danni subiti dalla base di Tyndall a causa di un uragano)

  - 477th Fighter Group
    - 302nd Fighter Squadron (Unità aggregata alla 3rd Wing di Elmendorf)
- Air National Guard
  - 154th Wing, Hawaii Air National Guard, codice HH, Joint Base Pearl Harbor-Hickam, Hawaii
    - 199th Fighter Squadron

  - 192nd Fighter Wing, Virginia Air National Guard, codice FF, Langley Air Force Base, Virginia (Unità aggregata alla 1st Fighter Wing)

### Unità disattivate o inattive
- 49th Fighter Wing, codice HO, Tyndall Air Force Base, Florida (Disattivato nell'aprile 2014)
  - 7th Fighter Squadron (Disattivato il 2 maggio 2014)
  - 8th Fighter Squadron (Disattivato il 15 luglio 2014)
- 325th Fighter Wing, codice TY, Tyndall Air Force Base, Florida
  - 43d Fighter Squadron (In posizione quadro dal 2018)
  - 95th Fighter Squadron (In posizione quadro dal 2018)

## Incidenti
- L'F-22 matricola 00-4014, di stanza alla Nellis AFB, è precipitato il 20 dicembre 2007, distruggendosi completamente. Tuttavia il pilota, eiettatosi, non ha riportato alcun danno fisico.
- Il 25 marzo 2009 l'F-22 matricola 91-4003 è precipitato nei pressi della Edwards AFB in California. Il pilota collaudatore David Cooley è rimasto ucciso nell'impatto[130].
- Il 16 novembre 2010, l'F-22 matricola 06-4125 di stanza a Elmendorf precipitò in Alaska causando la morte del pilota Jeffrey Haney.[131] In seguito a questo incidente la flotta di F-22 fu prima limitata, in via precauzionale, a volare a quote inferiori ai 25 000 piedi e poi messa a terra del tutto il 3 maggio del 2011 dopo che si erano verificati una dozzina di casi di ipossia tra i piloti dell'F-22.[132][133] Durante l'estate del 2011, in seguito al ritrovamento di altre parti del relitto dell'aereo precipitato, fu scoperto che la causa dell'incidente era da attribuirsi a un malfunzionamento del sistema di spillamento aria dal compressore che ha portato alla contemporanea interruzione del funzionamento dell'impianto di pressurizzazione e condizionamento (ECS) e del sistema di generazione dell'ossigeno (OBOGS).[134] A settembre del 2011 la flotta è tornata a volare, pur se con controlli giornalieri degli impianti dell'ossigeno e test fisiologici sui piloti in attesa di modifiche agli impianti del velivolo.[135][136].
- Il 15 novembre 2012 l'F-22 matricola 00-4013 è precipitato nei pressi della base Tyndall Air Force, a sud della città di Panama City in Florida. Il pilota è rimasto incolume eiettandosi con successo.
- il 15 maggio 2020 l'F-22 matricola 01-4022 è precipitato nei pressi della Eglin Air Force Base. Il pilota si è eiettato ed è stato tratto in salvo.

A questi si aggiunge l'F-22 matricola 91-4003, che il 28 settembre 2004 è stato ritirato dal servizio a causa di danni strutturali non riparabili riportati per aver superato i limiti dell'inviluppo di volo durante un volo addestrativo.

## Cultura di massa
- In ambito videoludico, il Raptor compare nei videogiochi Tom Clancy's H.A.W.X., Air Combat, F-22 Raptor e Deadly Skies III[137]. La Digital Image Design, nel 1998, ha pubblicato un fedele simulatore di volo (solo per PC) chiamato in origine F22 ADF (Air Dominance Fighter), successivamente aggiornato e rinominato F22 TAW (Total Air War). Gli aerei F22-A, F/B-22 e YF22-A compaiono nella famosa serie prodotta per PS2 dalla Namco "Ace Combat".
- In ambito cinematografico, il Raptor compare nei film Iron Man e Transformers.
  - Nel film Iron Man, Iron Man viene inseguito da due Raptor e trancia l'ala a uno di essi sbattendoci contro.
  - In Transformers, il Decepticon Starscream assume la forma di un F-22; nel finale del primo film Starscream abbatte alcuni F-22 che danno supporto aereo agli umani, dopo essersi accodato a loro nascosto dalla sua forma di velivolo; nel secondo capitolo, Starscream ricompare con simboli alieni durante la battaglia in Egitto. Ne è stato tratto anche un giocattolo nelle relative collezioni, usato poi in versioni ricolorate per rappresentare altri Decepticon, come Skywarp, Ramjet, Thundercracker e una redeco di Starscream secondo i colori usati nella collezione G1.
- Nei fumetti Transformers della IDW Publishing i già citati Starscream, Thundercracker e Skywarp, principalmente prendono la forma di F-15 Eagle ma in alcune occasioni diventano proprio degli F-22.
- Nel film Attacco al potere (Olympus has fallen) due F-22 vengono abbattuti da una cannoniera volante AC-130.
- Nel videogioco Grand Theft Auto Online compare una fusione tra F22 e F35B con il nome "F-160 Raiju".
- Nel videogioco Incoming (1998) della Rage Software, il caccia F-22 Raptor è disponibile come velivolo giocabile in modalità arcade.